# Absolut gehør
Absolut gehør, også kaldet perfekt gehør, er en evne til at bestemme en tonehøjde (frekvens) eller gengive en bestemt tone, ofte kammertonen, uden hjælp fra en referencetone. Det er kun ganske få mennesker – omkring 1 ud af 10.000 – der har absolut gehør; gruppen af mennesker, der har 'almindeligt' gehør er markant større. Blandt autister forekommer evnen oftere; hos måske op mod hver tyvende autist.
Det er værd at bemærke, at absolut gehør også kan forekomme som en selvstændig evne, der kan være genetisk arvet, uden nødvendigvis at være forbundet med autisme.
I de senere år har absolut gehør været genstand for megen musikvidenskabelig forskning. Forskere har blandt andet påvist, at der er stor forskel på hvor lette toner er at genkende, ligesom toner fra de hvide klavertangenter er lettere at genkende end dem fra de sorte. Trods forskningen indenfor området, findes der stadig ingen forklaring på fænomenet. Dog viser studier af familier, herunder tvillinger, at absolut gehør synes at være arveligt betinget. Det er desuden påvist, at der er en sammenhæng mellem modersmål og absolut gehør; blandt mennesker, der taler mandarin er der markant flere, der har absolut gehør end blandt mennesker, der taler engelsk.
En gruppe forskere fra University of Surrey (en) lavede et forsøg med en gruppe voksne musikere, der viste at absolut gehør kan læres og udgav en artikel om det i 2025.